# Csíkos remeterák
A csíkos remeterák (Dardanus arrosor) a felsőbbrendű rákok (Malacostraca) osztályának a tízlábú rákok (Decapoda) rendjébe, ezen belül a Diogenidae családjába tartozó faj.

## Előfordulása
A csíkos remeterák kizárólag a Földközi-tengerben fordul elő, homokos és köves aljzaton.

## Megjelenése

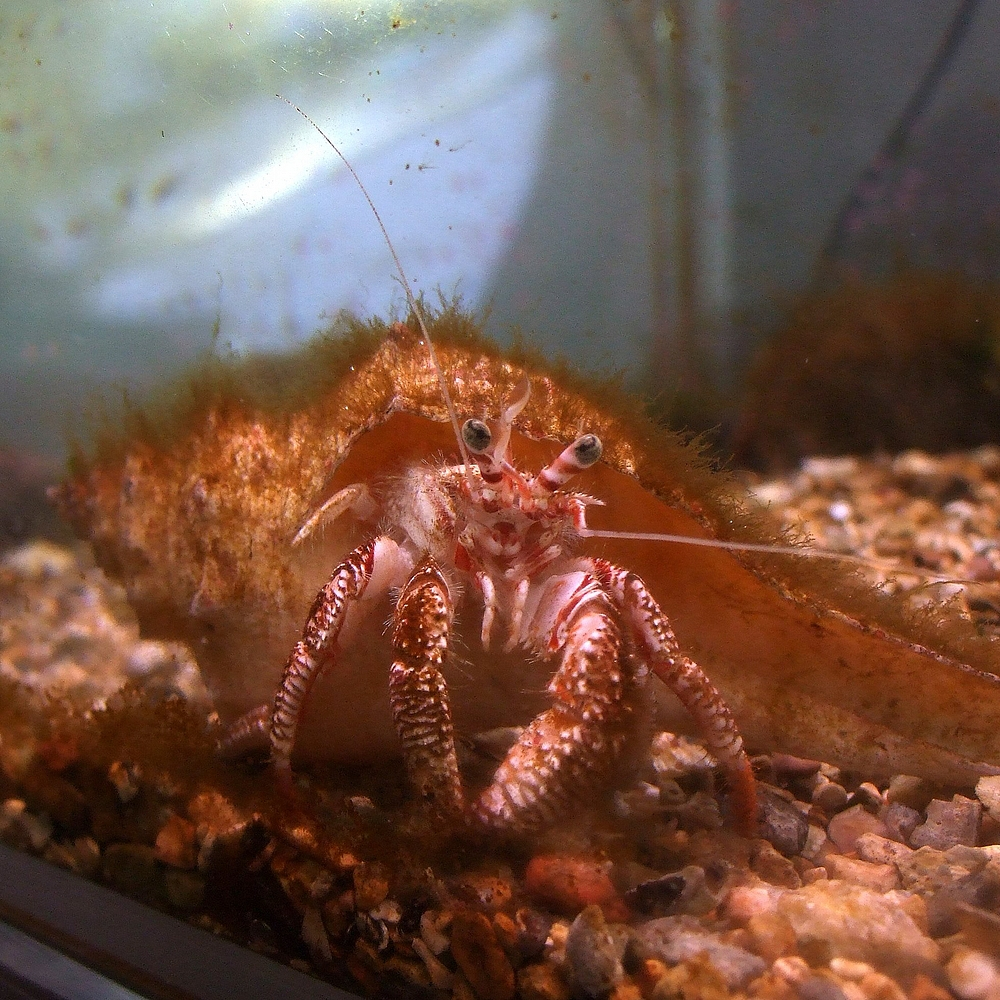
Csíkos remeterák egy japán akváriumban

A csíkos remeterák testhosszúsága 10 centiméter. Színe sárga, narancssárga, ollói felül vörösek, alul sárgák, feketés-barna csúccsal. A bal oldali olló nagyobb. A 2. és 3. járólábpár hosszabb, mint az ollók, a 4. és az 5. pár viszont láthatóan csökevényes. A potrohlábak egyik oldalon kapaszkodószervvé váltak.

## Életmódja
A csíkos remeterák lágy bőrű potrohát üres csigaházba rejti, ahonnan növekedésének megfelelően mindig nagyobb méretűbe költözködik át. Ollóival fedőszerűen el tudja zárni a bejáratot. A csigaházra gyakran tengerirózsákat telepít, melyek a rák számára védelmet nyújtanak, és amelyeket a költözés során többnyire magával is visz. A csíkos remeterák szerves törmeléket fogyaszt, de alkalomadtán ragadozó is.

## Szaporodása
A nőstény a petéit az egyik oldalon még meglevő potrohlábain hordozza, csak a kikelt lárvákat bocsátja a vízbe.